# La Ferrière-au-Doyen
La Ferrière-au-Doyen là một xã thuộc tỉnh Orne vùng Normandie tây bắc nước nước Pháp. Xã này nằm ở khu vực có độ cao trung bình 265 mét trên mực nước biển.